# Heiligendamm
Heiligendamm è la maggiore frazione di Bad Doberan, cittadina tedesca capoluogo del circondario di Rostock, nel Land del Meclemburgo-Pomerania Anteriore.

## Storia
La località sorse nel 1793 per opera del duca di Meclemburgo che qui creò il primo stabilimento termale in Germania, dando così risalto al comune di Bad Doberan (fino ad allora semplice villaggio, con il nome Doberan).

Dal 6 all'8 giugno 2007 ha ospitato l'incontro del G8. Per l'occasione la località è stata completamente isolata da un'alta recinzione. Tuttavia, nonostante l'alto grado di allerta e le manifestazioni con tensioni, avvenute nelle settimane precedenti soprattutto a Berlino, il vertice si è svolto in maniera totalmente tranquilla.

## Geografia fisica

### Posizione
Heiligendamm sorge sulle coste del Mar Baltico, a circa 50 km dalle coste danesi. Dista 6,5 km da Bad Doberan, 5 da Kühlungsborn, 4 da Wittenbeck, 13 da Kröpelin e circa 30 dalla città di Rostock. Al lato orientale della località si trova un piccolo lago, il Conventer See, e ad alcuni km ad ovest si trova l'area naturalistica di Kühlung.

### Trasporti
La località è servita ferroviariamente dalla "Bäderbahn Molli", piccola linea turistica a scartamento ridotto, con trazione a vapore, che collega Bad Doberan a Kühlungsborn.

### Curiosità
A Heiligendamm è stato ambientato il film Le confessioni di Roberto Andò del 2016.
A Heiligendamm è stato ambientato il libro di Corina Bomann Il fiore d'inverno, Giunti 2017 (Winterblüte, List 2016).

## Galleria d'immagini

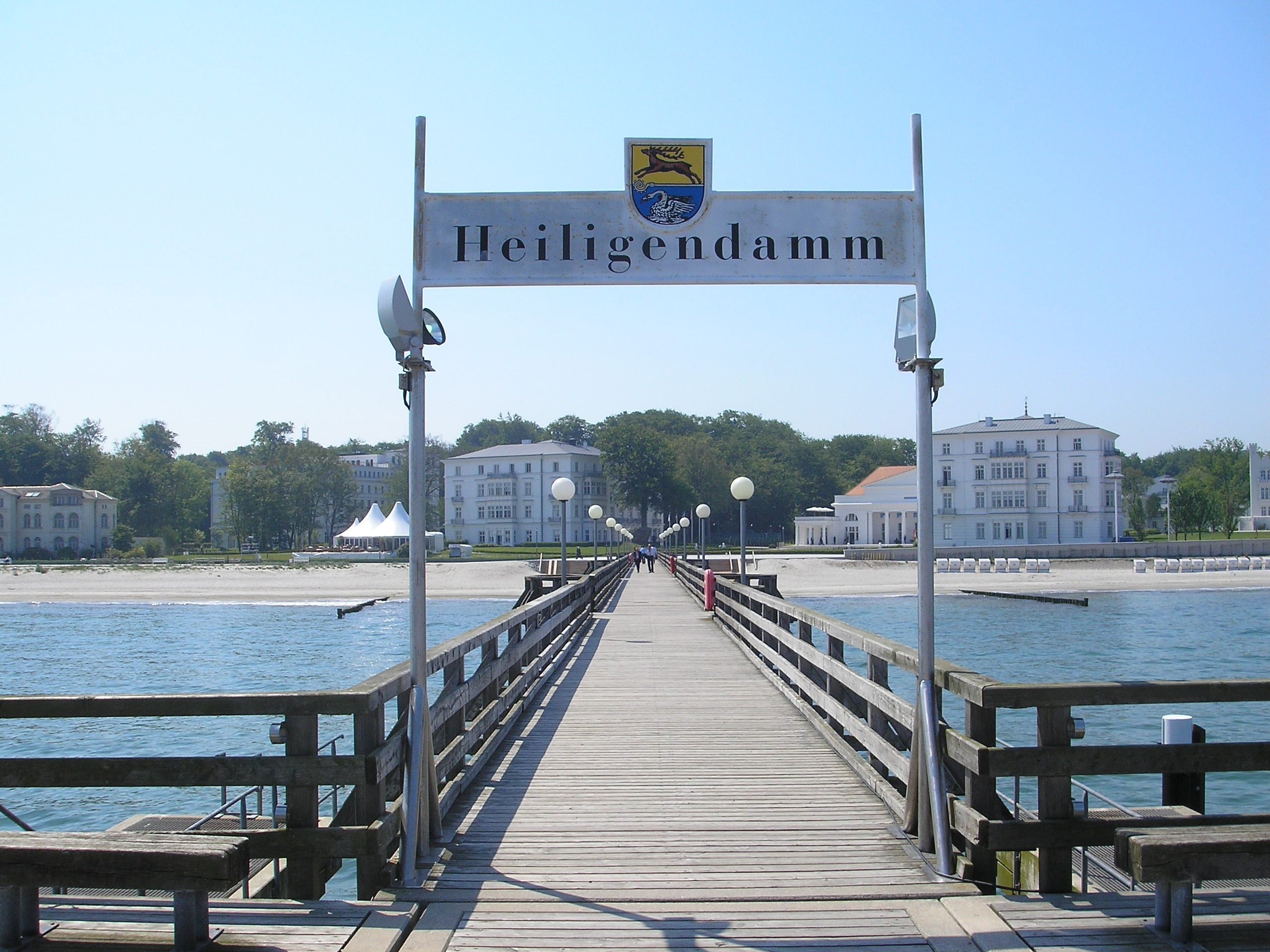
Seebrücke, ponte sul mare
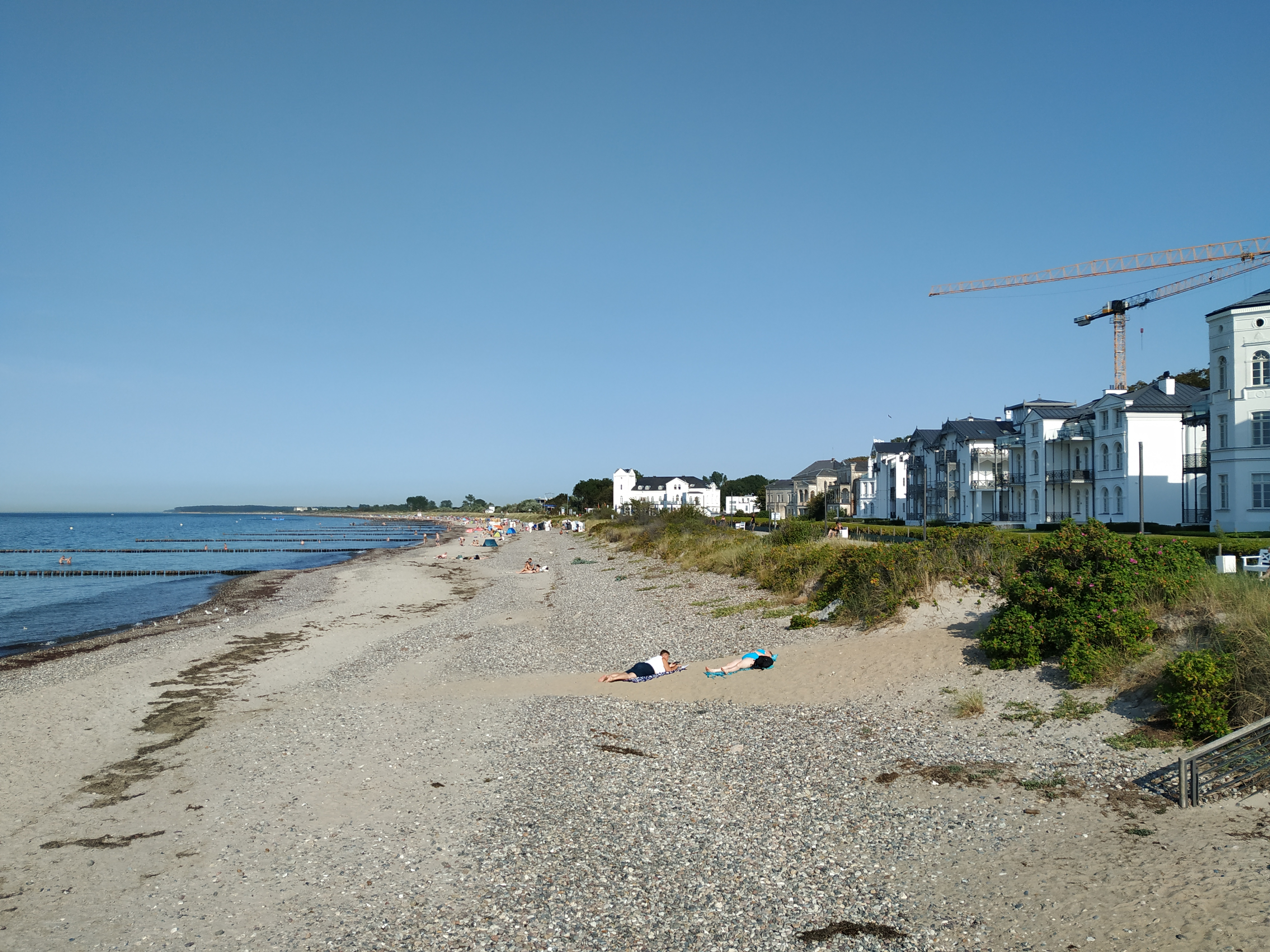
Spiaggia
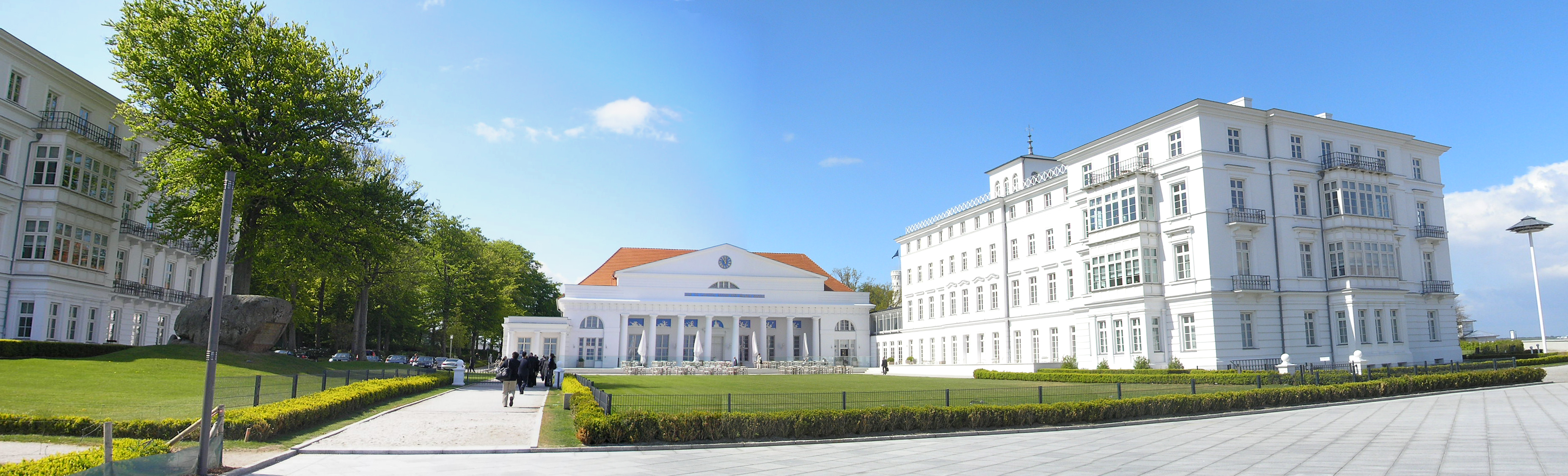
Kurhaus
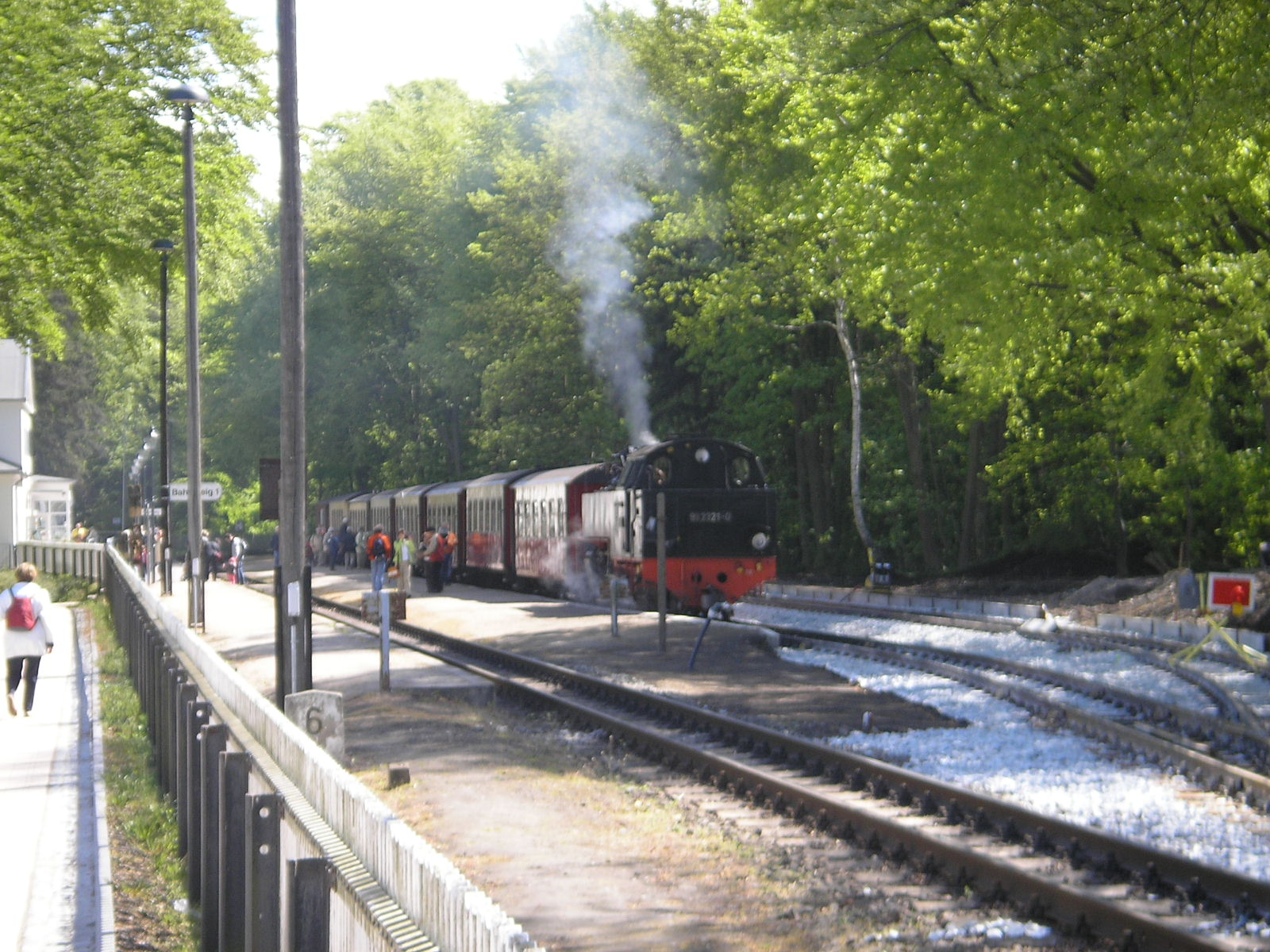
Trenino Molli ad Heiligendamm
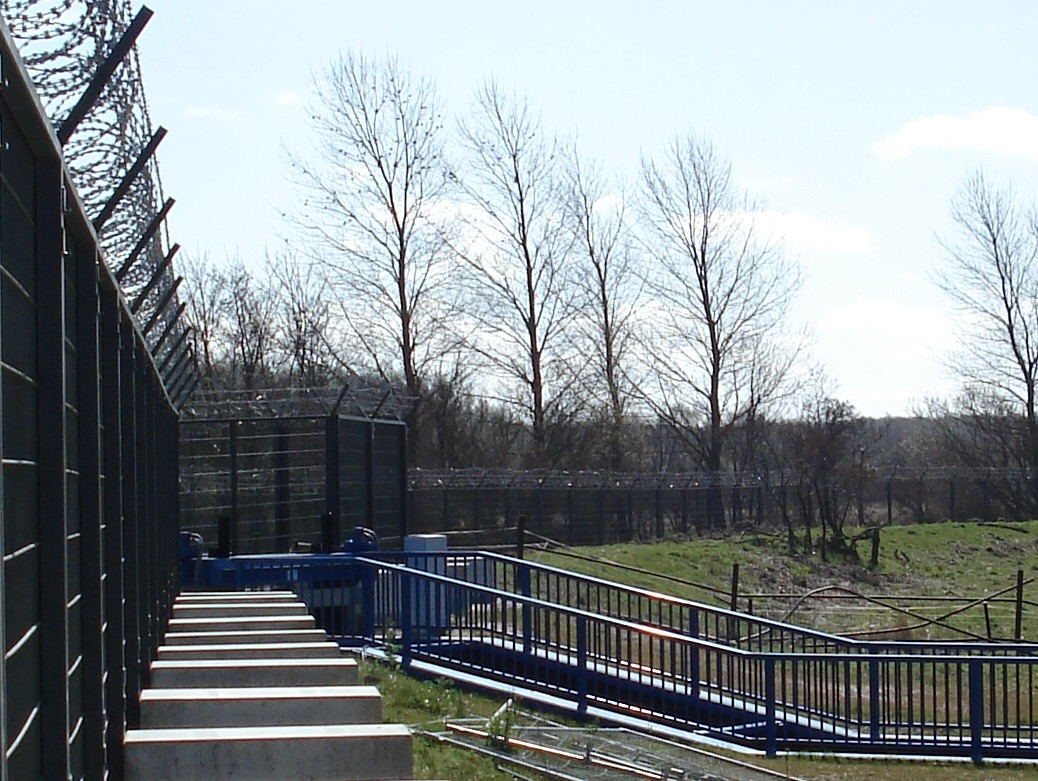
Barriera difensiva per il G8
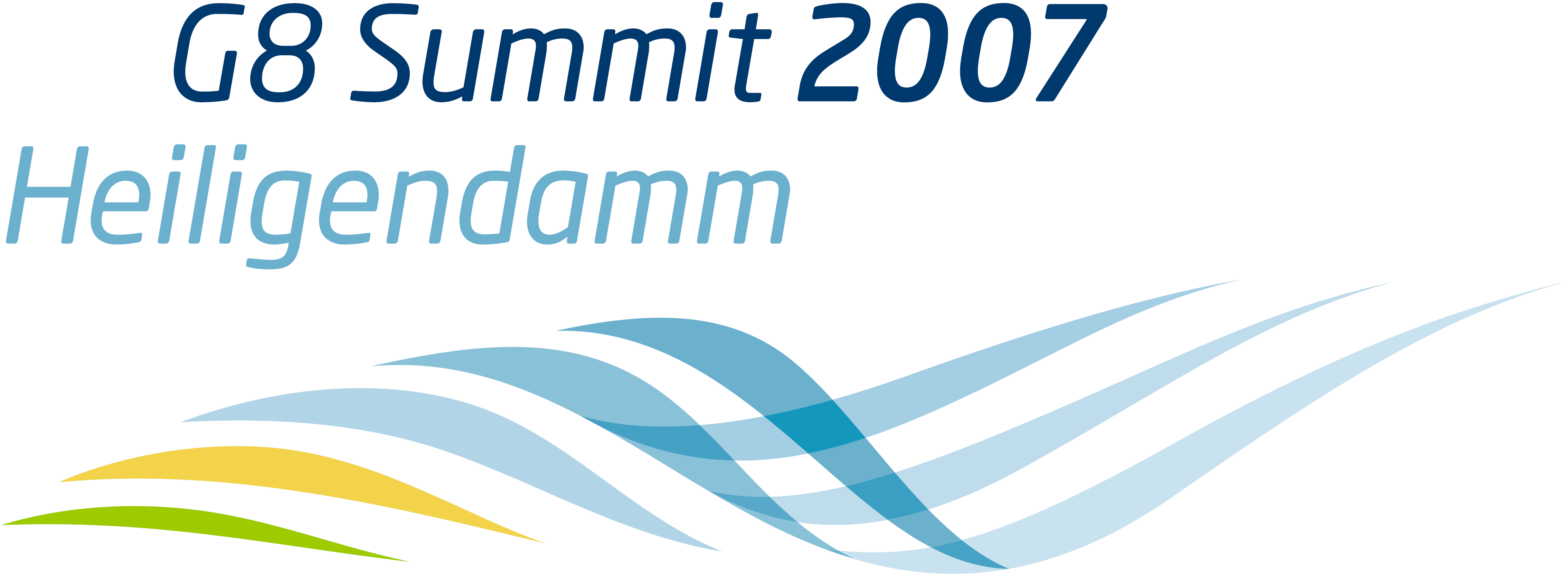
Logo del vertice del G8 del 2007
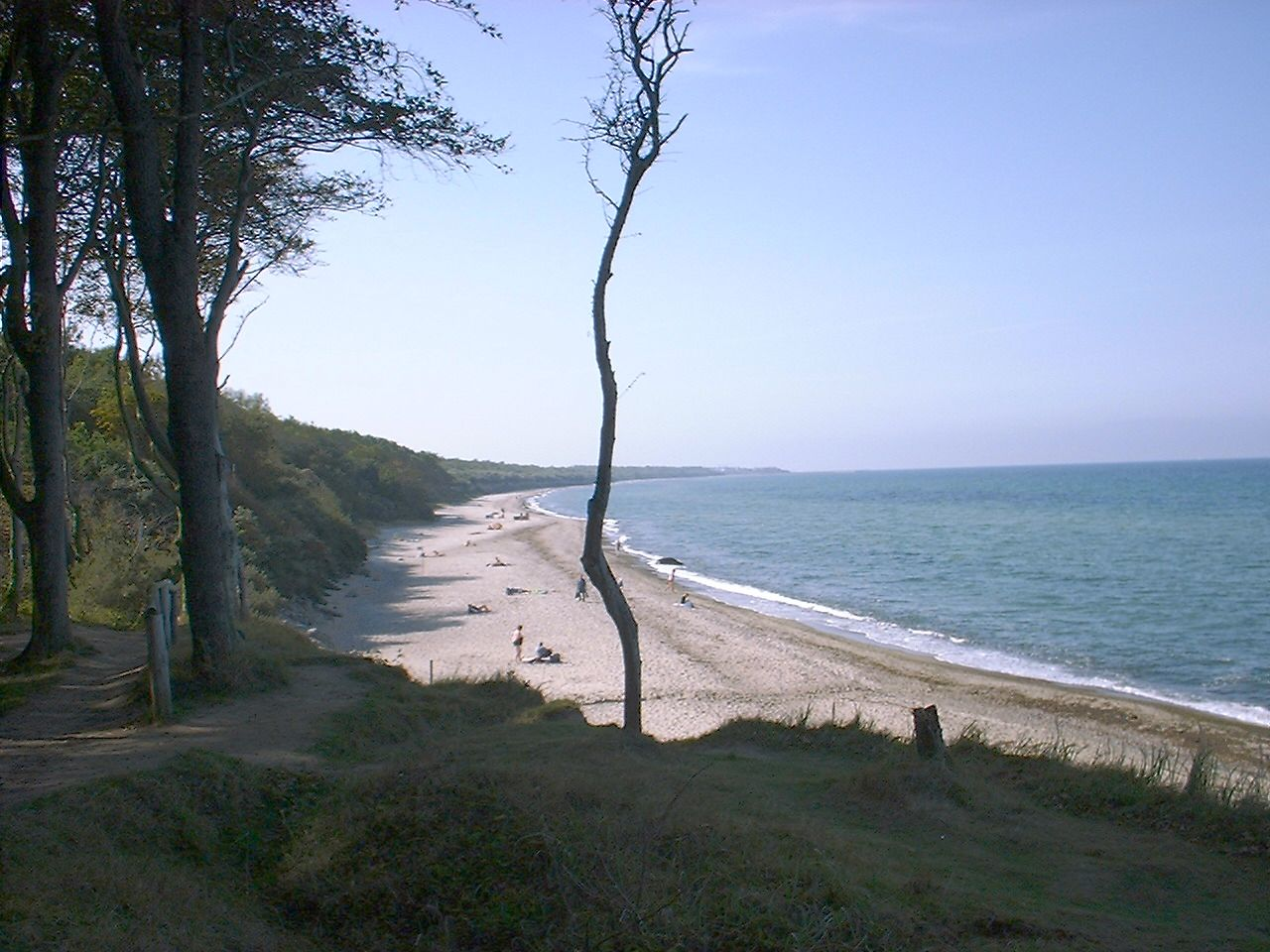
Litorale
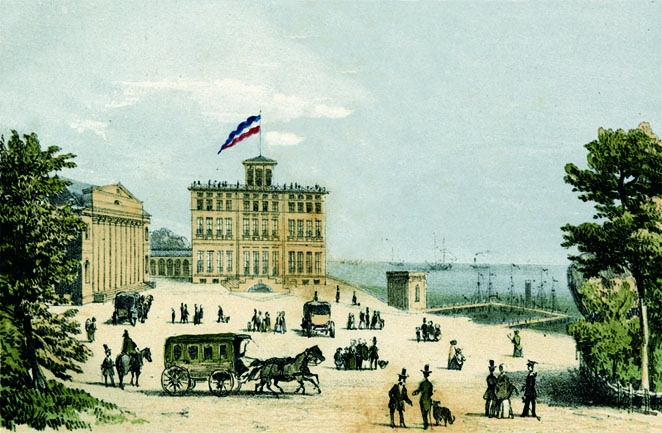
Heiligendamm nel 1841